# Geher-Länderkampf der Männer 1968 BR Deutschland – Großbritannien – Tschechoslowakei
| 3. Leichtathletik-Länderkampf mit bundesdeutscher Beteiligung 1968             | 3. Leichtathletik-Länderkampf mit bundesdeutscher Beteiligung 1968 |
| ------------------------------------------------------------------------------ | ------------------------------------------------------------------ |
|                                                                                |                                                                    |
| Geher-Vergleich der Männer: BR Deutschland – Großbritannien – Tschechoslowakei |                                                                    |
| Austragungsort                                                                 | Kleinaspach                                                        |
| Wettbewerbe                                                                    | 2                                                                  |
| Datum                                                                          | 1. Juni                                                            |
| 1. GBR 2. FRG 3. CSK                                                           | 37 Punkte 35 Punkte 20 Punkte                                      |
| Chronik                                                                        |                                                                    |
| ← NLD-FRG-SUI Straßenlauf (M)                                                  | FRA-FRG-SUI Geher (M) →                                            |

Der dritte Vergleich des Länderkampfjahres 1968 war wie der erste ein Vergleich der Geher. Am 1. Juni in Kleinaspach kamen die Gegner aus Großbritannien und der Tschechoslowakei. Die Begegnung zwischen diesen drei Ländern fand zum ersten Mal statt.

## Wettbewerbe und Modus
Mit den Straßengeh-Wettbewerben über 20 und 35 Kilometern standen wie gewohnt zwei Wettbewerbe auf dem Programm. Nach den üblichen Regeln kamen von vier Startern je Land in den beiden Wettbewerben die jeweils besten drei in die Wertung. Der erste Rang brachte sieben Punkte, der zweite fünf, der dritte vier, der vierte drei usw.

## Ergebnis
Auf der kürzeren Distanz gab es einen bundesdeutschen Sieg, auf der längeren waren drei Briten vorn. Der Ausgang des Länderkampfs war sehr knapp. Dank ihres ausgezeichneten Abschneidens auf der 35-km-Strecke lagen die Briten am Ende mit 37 Punkten vorn. Nur zwei Punkte dahinter belegten die bundesdeutschen Geher mit 35 Punkten Rang zwei vor der Tschechoslowakei, die auf zwanzig Punkte kam. Die bundesdeutschen Männer mussten hier in Kleinaspach die einzige Niederlage in einem Leichtathletik-Länderkampf dieser Saison hinnehmen.

## Resultate

### 20-km-Straßengehen
| Platz | Athlet             | Land | Zeit (h) |
| ----- | ------------------ | ---- | -------- |
| 01    | Bernhard Nermerich | FRG  | 1:30:50  |
| 02    | Alexander Bílek    | CSK  | 1:32:34  |
| 03    | Robert Hughes      | GBR  | 1:33:35  |
| 04    | Julius Müller      | FRG  | 1:34:26  |
| 05    | Jaroslav Fiala     | CSK  | 1:35:30  |
| 06    | Gerd Schuth        | FRG  | 1:35:38  |
| 07    | Ronald Wallwork    | GBR  | 1:36:42  |
| 08    | William Sutherland | GBR  | 1:37:02  |
| 09    | Vilém Svaida       | CSK  | 1:38:16  |
| 10    | John Warhurst      | GBR  | 1:39:14  |
| 11    | Otzkar Pokorny     | CSK  | 1:42:55  |
| 12    | Karl-Heinz Pape    | FRG  | 1:43:26  |

### 35-km-Straßengehen
| Platz | Athlet               | Land | Zeit (h) |
| ----- | -------------------- | ---- | -------- |
| 01    | Paul Nihill          | GBR  | 2:54:21  |
| 02    | Ray Middleton        | GBR  | 2:55:23  |
| 03    | Stone Lightman       | GBR  | 2:56:38  |
| 04    | Gerhard Weidner      | FRG  | 2:57:22  |
| 05    | Hans-Jürgen Paul     | FRG  | 2:58:58  |
| 06    | Werner Hupfeld       | FRG  | 3:01:23  |
| 07    | Václav Dostalík      | CSK  | 3:01:40  |
| 08    | Horst-Rüdiger Magnor | FRG  | 3:04:50  |
| 09    | Vladimir Parizek     | CSK  | 3:05:56  |
| 10    | George Chaplin       | GBR  | 3:06:05  |
| 11    | Oldřich Stránský     | CSK  | 3:10:15  |
| 12    | Milan Zavadsky       | CSK  | 3:10:18  |